# ドナルド・マッケイ (第4代レイ卿)
第4代レイ卿ドナルド・マッケイ（英語: Donald Mackay, 4th Lord Reay、1761年8月18日没）は、スコットランド貴族。

## 生涯
第3代レイ卿ジョージ・マッケイと1人目の妻マーガレット・マッケイ（Margaret Mackay、ヒュー・マッケイの娘）の息子として生まれた。
1732年8月23日以降、マリオン・ダルリンプル（Marion Dalrymple、1708年3月6日 – 1740年12月、サー・ロバート・ダルリンプルの娘）と結婚、2男をもうけた。
- ジョージ（1734年頃/1735年頃 – 1768年没） - 第5代レイ卿
- ヒュー（1797年没） - 第6代レイ卿

1741年12月2日、クリスチャン・サザーランド（Christian Sutherland、1763年1月18日没、ジェームズ・サザーランドの娘）と再婚、2女をもうけた。
- マーガレット（1762年1月18日没）
- メアリー（1813年11月21日没） - トマス・エドガー（Thomas Edgar）と結婚

1748年3月21日に父が死去すると、レイ卿の爵位を継承した。
1761年8月18日に死去、長男ジョージが爵位を継承した。